# Föreläsning

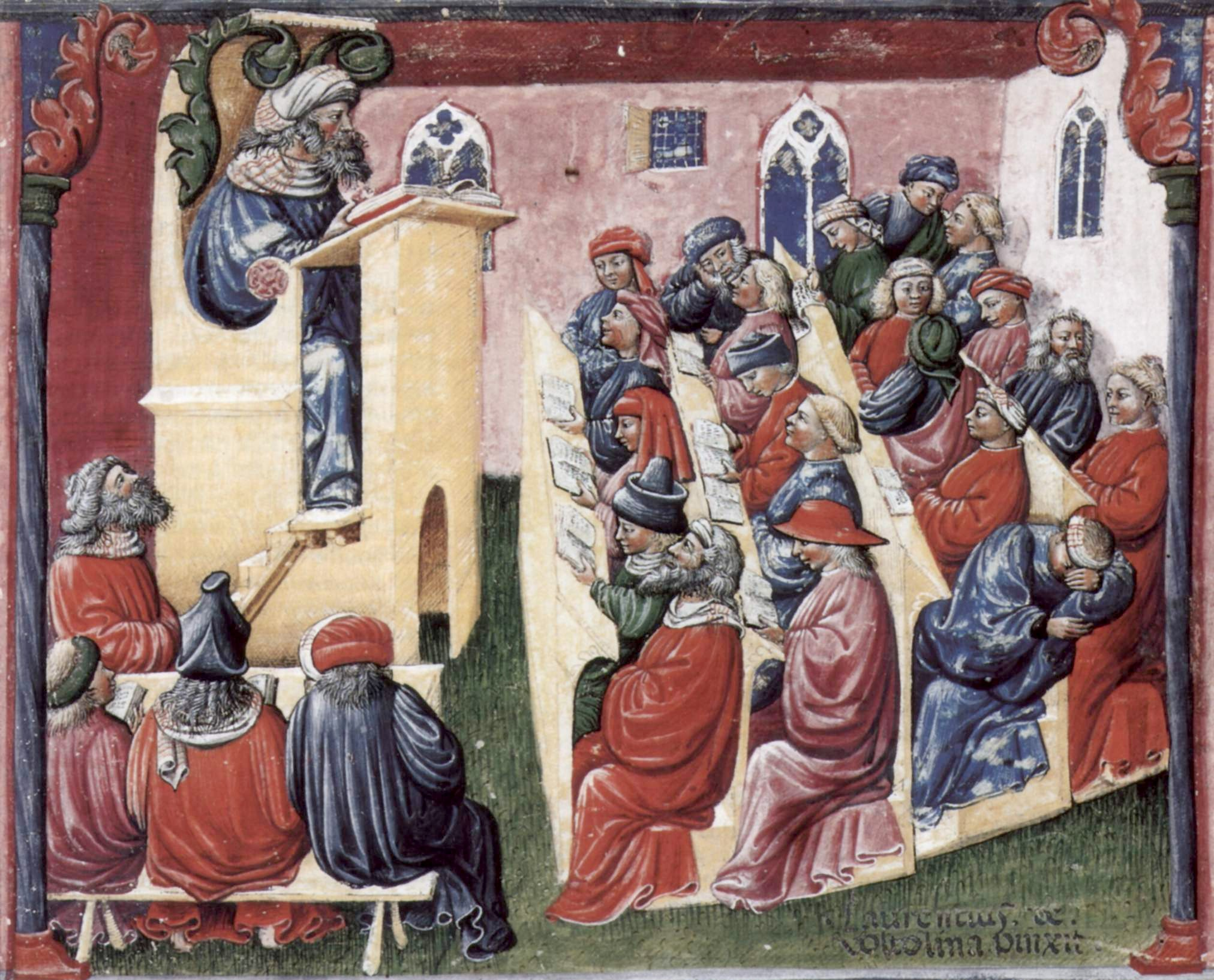
Laurentius de Voltolina

En föreläsning (synonym: föredrag) är ett längre, strukturerat muntligt anförande inför en grupp åhörare, med avsikt att presentera information eller undervisa i ett visst ämne. En politikers tal, en prästs predikan eller en affärsmans försäljningspresentation kan vara av liknande karaktär som en föreläsning. Ofta förekommer föreläsningar på konferenser.
Vanligtvis står en föreläsare längst fram i ett rum eller i centrum för uppmärksamheten. Föreläsaren reciterar i regel uppgifter som är av betydelse för föreläsningens innehåll.
Under medeltiden läste universitetslärarna direkt ur ursprungskällan för studenterna, som skrev ner föreläsningen.
Substantivet föreläsning går att spåra till 1300-talet och kommer av latinets lectus.